# دراسة الكتاب المقدس (NIV)
الكتاب المقدس الدراسي
هو إنجيل دراسي نشره زوندرفان في عام 1985 باستخدام الإصدار الدولي الجديد (NIV).
وتشمل التنقيحات تنقيحاً في عام 1995  وتنقيحاً كاملاً في عام 2002، في تشرين الأول عام 2008 تم تحديثها للاحتفال بالذكرى السنوية الثلاثين للتأسيس (NIV)،
و في عام 2011 تحدث مره أخرى (مع تحديث النص لطبعة عام 2011 من NIV)،
وتنقيحاً كاملاً في عام 2020 بعنوان "Fully Revised Edition".
ويدّعي ناشرها وموزعوها بأنه تم بيع أكثر من تسعة ملايين  طبعة، ويزعمون أنه  الكتاب المقدس الأكثر مبيعاً في العالم.
من ناحية مذهبية (عقائدياً)؛ يعكس الكتاب المقدس للدراسة (NIV) اللاهوت المسيحي الإنجيلي التقليدي. المساهمين في الكتاب المقدس للدراسة (NIV) أكثرهم  من المؤسسات الإنجيلية.
وتشمل السمات الرئيسية للكتاب المقدس مذكرات أثرية، وتعليقات من مصادر مختلفة، ومقدمات شاملة (مسهبة) لكل كتاب.
وتزود الملاحظات الواردة من المترجمين الذين ترجموا (NIV) معلومات توضيحية إضافية.
أيضاً نشر زوندرفان نسخة الملك جيمس، اليوم الإصدار الدولي الجديد. هو (TNIV)،
وطبعات جديدة للكتاب المقدس الأمريكي الموحد مستمدة من دراسة الكتاب المقدس، مع ملاحظات مماثلة.
دراسة الكتاب مقدس زوندرفان، وهو إنجيل دراسي جديد صدر في آب / عام 2015  وقام بتحريره «دون كارسون».
وتمت إعادة تسميته ب "the NIV Biblical Theology Study Bible "في أيلول/عام 2018 .